# الباندا الأحمر الكبير
الباندا الأحمر الكبير (بالإنجليزية: Turning Red) هو فيلم كوميدي خيالي أمريكي للرسوم المتحركة لعام 2022 من إنتاج استوديوهات بيكسار وتوزيع بواسطة والت ديزني. الفيلم من إخراج دوم شي (في أول ظهورها الإخراجي الطويل)، وكتبه شي وجوليا تشو، وإنتاج ليندسي كولينز. يقوم ببطولته أصوات روزالي تشيانج، وساندرا أوه، وآفا مورس، وهاين بارك، ومايتري راماكريشنان، وأوريون لي، وواي تشينغ هو، وتريستان أليريك تشين، وجيمس هونغ.
تدور أحداث الفيلم في تورنتو، أونتاريو، في عام 2002، ويتبع الفيلم، ميلين، وهي طالبة صينية من أصل كندي تبلغ من العمر 13 عامًا، والتي تحولت، بسبب لعنة وراثية، إلى باندا حمراء عملاقة عندما تعبر عن أي عاطفة قوية. مستوحى من تجارب شي التي نشأت في تورنتو، بدأ الفيلم في التطور في عام 2018 بعد أن عرضته على شركة بيكسار في أكتوبر 2017. إنه أول فيلم من إنتاج بيكسار من إخراج امرأة فقط، والثاني الذي يعرض شخصية رئيسية آسيوية بعد فيلم فوق (2009). أقيمت عروض خاصة للفيلم في لندن في 21 فبراير 2022، وفي تورنتو في TIFF في 8 مارس.
تم عرض الفيلم لأول مرة عالميًا في مسرح El Capitan في لوس أنجلوس في 1 مارس، وتم إصداره في خدمة بث ديزني+ في 11 مارس، إلى جانب محدودة في نفس الوقت في مسارح معينة. تم إصداره مسرحيًا في معظم البلدان بدون ديزني+ ، حيث بلغ إجمالي أرباحه 16.7 مليون دولار في جميع أنحاء العالم مقابل ميزانية بلغت 175 مليون دولار، وحصل على إشادة من النقاد.

## القصة
في عام 2002، ميلين «مي» لي هي فتاة صينية كندية تبلغ من العمر 13 عامًا تعيش في تورنتو. إنها تساعد في رعاية معبد الأسرة المخصص لسلفهم، سون يي، وتعمل على جعل والدتها مينغ الصارمة والمفرطة الحماية فخورة. تخفي ماي اهتماماتها الشخصية عن مينغ، مثل حقيقة أنها وصديقاتها المقربان ميريام وبريا وابي معجبون بفرقة فور تاون.
عندما تكتشف مينغ سحق مي على كاتب المتجر المحلي، فإنها تحرج مي عن غير قصد في الأماكن العامة، بما في ذلك أمام الفتوة تايلر في المدرسة. يعاني «مي» من كابوس مرعب يشمل الباندا الحمراء. عندما تستيقظ في الصباح، تحولت مي إلى باندا حمراء كبيرة. تختبئ عن والديها وتكتشف أنها لا تتغير إلا عندما تكون في حالة عاطفة عالية، على الرغم من أن شعرها لا يزال أحمر. تعتقد مينغ في البداية أن ماي تمر بفترة حياتها الأولى، لكنها تكتشف الحقيقة عندما تزعج ماي في المدرسة، مما تسبب في تحول ماي والعودة إلى المنزل.
أوضح جين والد مينج ومي أن صن يي مُنحت هذا التحول لحماية بناتها، وأن كل فرد من أفراد الأسرة منذ ذلك الحين قد تغير أيضًا عندما بلغوا سن الرشد. لقد أصبح هذا أمرًا مزعجًا وخطيرًا في العصر الحديث، لذلك يجب ختم روح الباندا الحمراء في تعويذة بطقوس ليلة القمر الأحمر؛ القادم في غضون شهر. يكتشف أصدقاء ماي تحولها لكنهم يعجبون به، وتجد ماي أن التركيز عليهم يساعد في التحكم في الباندا الحمراء بداخلها. تسمح مينغ لمي باستئناف حياتها الطبيعية لكنها ترفض السماح لمي بحضور حفل فور تاون القادم.
بدلاً من ذلك، تجمع الفتيات سراً الأموال من أجل التذاكر في المدرسة، مستغلين شعبية شكل مي الباندا الحمراء، بينما يكذبون على مينج. لتغطية التذكرة الأخيرة، توافق مي على حضور حفلة عيد ميلاد تايلر بصفتها الباندا الحمراء. في الحفلة، مي مستاءة لاكتشاف أن الحفلة الموسيقية ستقام في ليلة طقوسها. في خضم غضبها، تهاجم تايلر عندما يهين عائلتها، ويخيف الأطفال الآخرين. تكتشف مينغ أنشطة مي وتتهم أصدقاءها بإفسادها والاستفادة منها.
تشعر مي بالخجل والخوف من الوقوف في وجه والدتها، لكنها تفشل في الدفاع عن صديقاتها. جاءت جدّة مي وو وخالات مي للمساعدة في طقوسها، الأمر الذي أثار استياء مينغ. بينما تستعد مي لنفسها، تجد جين مقاطع فيديو التقطتها لنفسها على أنها الباندا الحمراء مع أصدقائها وتخبرها أنه لا ينبغي لها أن تخجل من هذا الجانب منها. أثناء الطقوس، نظرًا لأن شكل مي الباندا الأحمر على وشك الإغلاق، قررت الاحتفاظ بسلطاتها والتخلي عن الطقوس لحضور الحفلة الموسيقية في سكايدوم. يغفر لها أصدقاؤها أفعالها في الحفلة، ويكتشفون أن تايلر هو أيضًا معجب بـ فور تاون في المدينة. ومع ذلك، أثناء هروب ماي من المعبد، أصبحت مينغ غاضبة جدًا لدرجة أن تميمة لها انكسر وتتحول إلى باندا حمراء بحجم كايجو وتعطل الحفل، وتعتزم استعادة ماي بالقوة. تتجادل «مي» و «مينغ» حول استقلال «مي»، وبينما يتشاجران تتشاجر «مي» عن غير قصد، تفقد والدتها وعيها.
كسر وو والعمات الأخريات تعويذاتهم لاستخدام أشكال الباندا الحمراء للمساعدة في جر مينغ إلى دائرة طقوس جديدة. ينضم أصدقاء ماي وفور تاون إلى الغناء لإكمال الطقوس، وإرسال ماي ومينغ والنساء الأخريات إلى الطائرة النجمية. تتصالح ماي مع مينغ وتساعدها على إصلاح علاقتها مع وو، التي أصابتها مينغ عن طريق الخطأ في غضب في مرحلة ما قبل إغلاق شكل الباندا الأحمر منذ سنوات.
تخفي النساء الأخريات حيوانات الباندا الحمراء في تعويذات جديدة، لكن مي قررت الاحتفاظ بها، وتقبل مينغ أنها تجد طريقها الخاص. لاحقًا، بينما تجمع عائلة لي الأموال لإصلاح الضرر الذي حدث في سكايدوم، تحسنت علاقة ماي ومينغ، حيث توازن ماي واجبات المعبد - حيث أصبحت الباندا الحمراء الآن عامل جذب - مع قضاء الوقت مع أصدقائها وتايلر.